# Hrabstwo Broward
Hrabstwo Broward (ang. Broward County) – hrabstwo w stanie Floryda w Stanach Zjednoczonych. Obszar całkowity hrabstwa obejmuje powierzchnię 1319,63 mil² (3417,83 km²). Według szacunków United States Census Bureau w roku 2009 miało 1 766 476 mieszkańców.
Hrabstwo powstało w 1915 roku. Na jego terenie znajdują się  obszary niemunicypalne: Atlantic, Bonaventure, Broward Mall, Chapel Lakes, City of Sunrise, Coral Reef, Dania, Financial Plaza, Golden Isles, Hallandale, Hillcrest, Inverrary, Lauderdale by the Sea, Lauderdale Isles, Melrose Vista, One Financial Plaza, Pembroke Lakes, Port Everglades, Riverland, South Florida, University, West Hollywood, Weston Branch, Westside Branch.
| Populacja hrabstwa w poprzednich latach | Populacja hrabstwa w poprzednich latach |
| Rok                                     | Liczba ludności                         |
| --------------------------------------- | --------------------------------------- |
| 1980                                    | 998 851                                 |
| 1990                                    | 1 255 488                               |
| 2000                                    | 1 623 018                               |
| 2005                                    | 1 777 638                               |

## Miejscowości
| - Coconut Creek - Cooper City - Coral Springs - Dania Beach - Davie | - Deerfield Beach - Fort Lauderdale - Hallandale Beach - Hillsboro Beach - Hollywood | - Lauderdale Lakes - Lauderdale-by-the-Sea - Lauderhill - Lighthouse Point - Margate | - Miramar - North Lauderdale - Oakland Park - Parkland - Pembroke Park | - Pembroke Pines - Plantation - Pompano Beach - Southwest Ranches - Sunrise | - Tamarac - Weston - Wilton Manors - West Park |

## Wieś
- Lazy Lake
- Sea Ranch Lakes

## CDP
- Boulevard Gardens
- Broadview Park
- Franklin Park
- Hillsboro Pines
- Roosevelt Gardens
- Washington Park